# Benoît Vermander
Benoît Vermander (* 1960) ist ein französischer Jesuit und Sinologe. 
Seit Oktober 1996 ist er in der Nachfolge von Yves Raguin Direktor des Ricci-Instituts in Taipeh. 